# Riesenmammutbaum
Der Riesenmammutbaum (Sequoiadendron giganteum), gelegentlich auch Bergmammutbaum oder Wellingtonie genannt, ist die einzige Art in der monotypischen Pflanzengattung Sequoiadendron in der Unterfamilie der Mammutbäume (Sequoioideae) innerhalb der Familie der Zypressengewächse (Cupressaceae). Sie ist an den Westhängen der Sierra Nevada in Kalifornien beheimatet.
Im Englischen wird als redwood (deutsch „Rotholz“) nicht allein der Riesenmammutbaum – giant redwood –, sondern auch der Küstenmammutbaum (Sequoia sempervirens) – coast redwood – und der Urweltmammutbaum (Metasequoia glyptostroboides) – dawn redwood – bezeichnet.

## Beschreibung

### Habitus und Wuchs

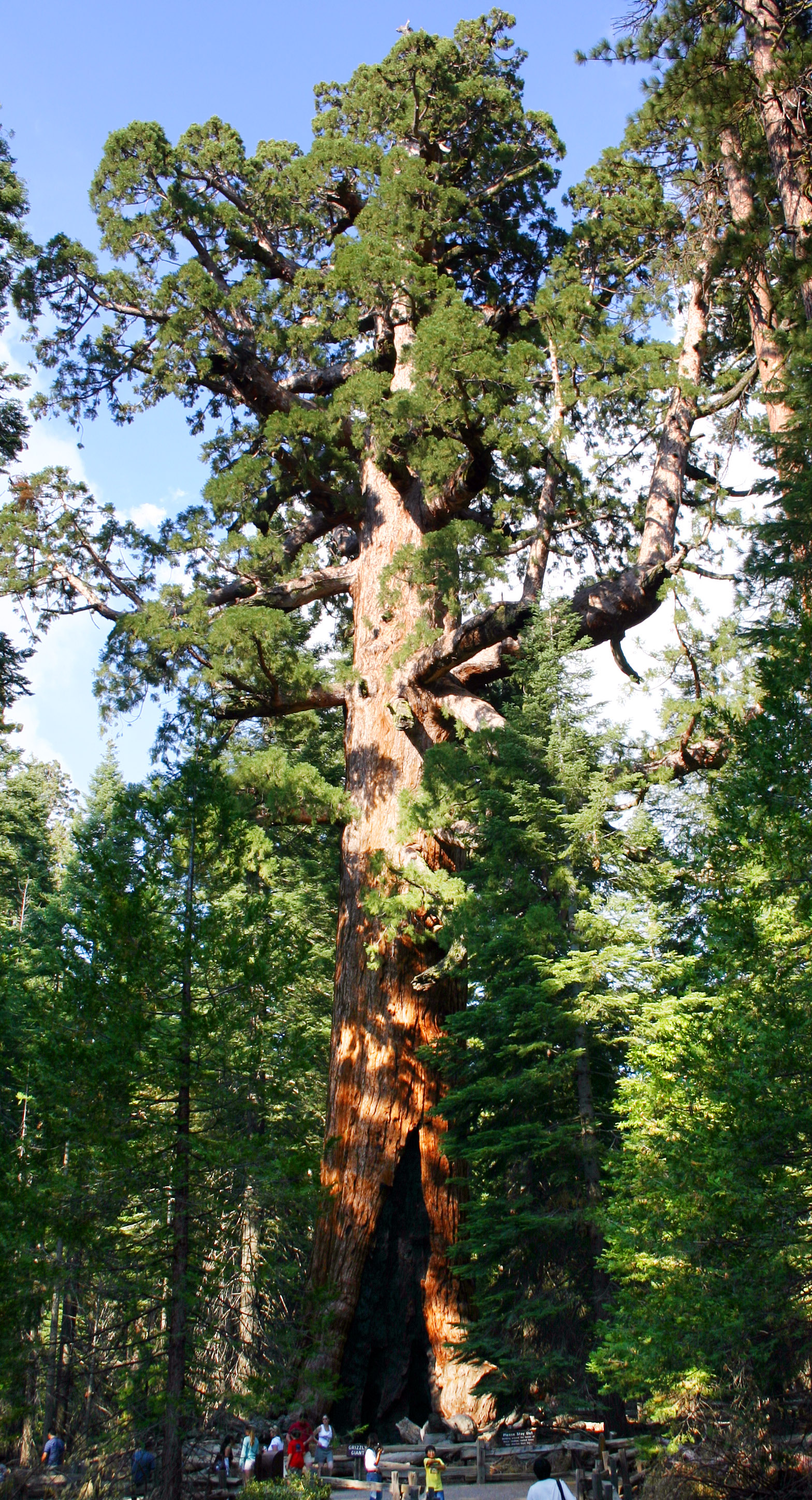
Der Grizzly Giant im Yosemite National Park ist etwa 64 Meter hoch und rund 3000 Jahre alt.

Der Riesenmammutbaum ist ein immergrüner Baum, der Wuchshöhen von bis zu 95 Meter und einen Stammumfang von über 34 Meter an der sehr weit ausladenden Basis erreichen kann. Bei den größten Exemplaren kann der Stammdurchmesser knapp über dem Boden gemessen über 10 Meter, in 1,30 m Höhe gemessen als Brusthöhendurchmesser  über 8 Meter betragen. Der Baum bildet eine hohe, schmal kegelförmige Krone aus, wobei die Stämme in hohem Alter auf bis zu 50 Meter Länge astfrei sein können. Die Kronen der berühmten größten, bis über drei Jahrtausende alten Exemplare zeigen oft Spuren erlittener Sturm- und Blitzschäden.

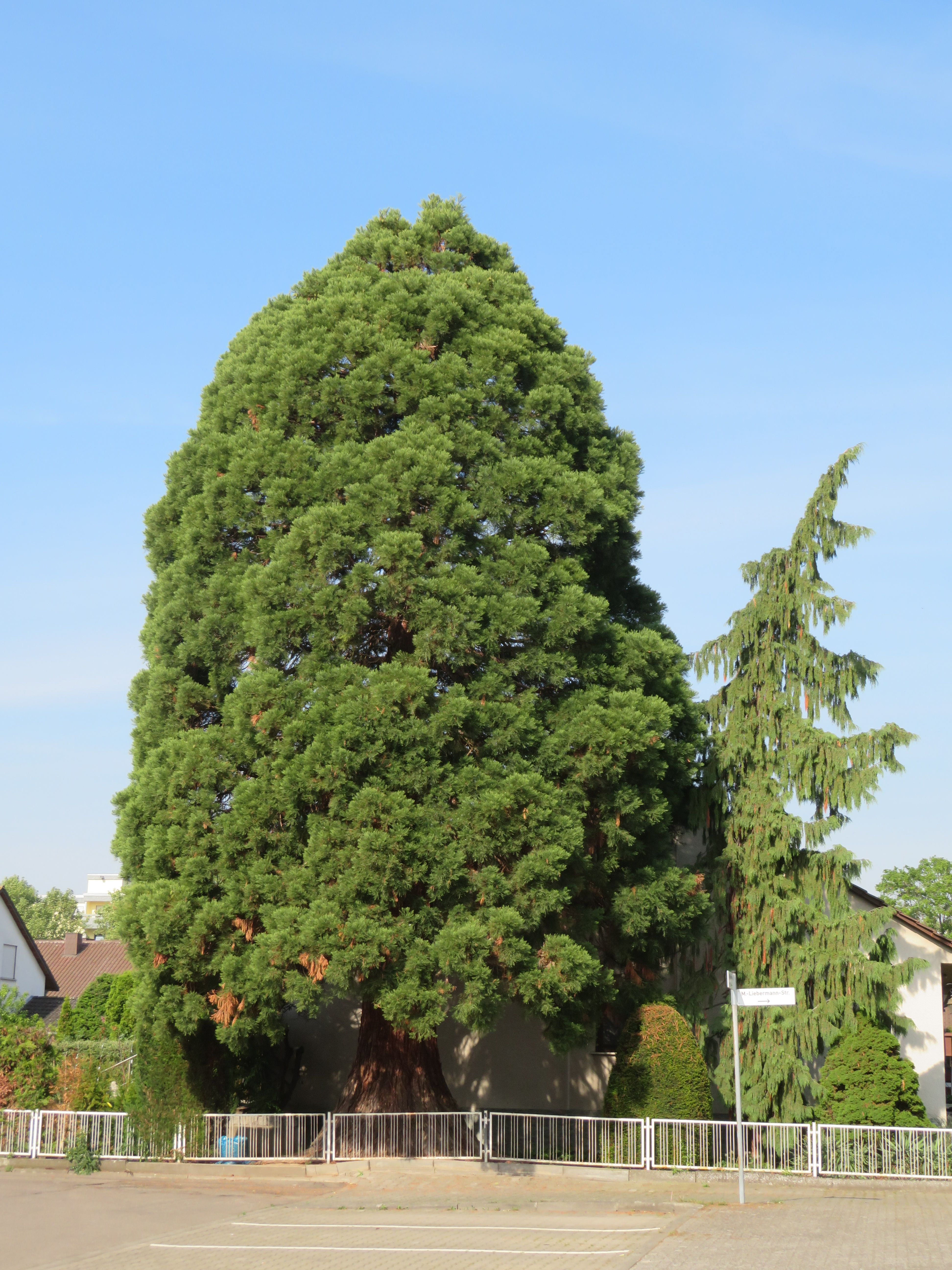
Junger Baum in einem Garten

Der Wuchs junger Bäume geht nur mäßig rasch in die Höhe, dafür nehmen der Stammumfang und der Durchmesser des Wurzelstocks außergewöhnlich schnell zu. In forstlichen Versuchsanbauten wurden jährliche Zuwächse von über 30 Festmeter je Hektar verzeichnet. Der Riesenmammutbaum wird mit bis zu 95 m nicht so hoch wie der Küstenmammutbaum, der bis zu 115 m hochwachsen kann. Dafür erreicht der Riesenmammutbaum größere Stammdurchmesser und wird dadurch deutlich massereicher. Der General Sherman Tree ist mit einem Stammvolumen von 1486,9 Kubikmetern (52.508 Kubikfuß), nach früheren Angaben 1489 Kubikmeter, der größte lebende Baum der Erde.

### Nadeln
Die Belaubung besteht aus schmalen, spitzen Schuppenblättern bzw. kurzen Nadeln, die spiralig angeordnet sind und in drei Reihen um den Trieb laufen. Die spiralige Anordnung der Nadeln ist ein Unterscheidungsmerkmal von Sequoia sempervirens, bei der die deutlich längeren Nadeln in einer Ebene zu beiden Seiten des Triebes angeordnet sind. Die Nadeln des Sequoiadendron giganteum sind an jungen Trieben blaugrün, an älteren dunkelgrün. An Seitentrieben werden sie 3 bis 6 mm lang, an Leittrieben bis 15 mm, und bis 3 mm breit, ihre Basis läuft am Zweig herab. Sie werden nach etwa drei bis vier Jahren zusammen mit dem Zweig abgeworfen.

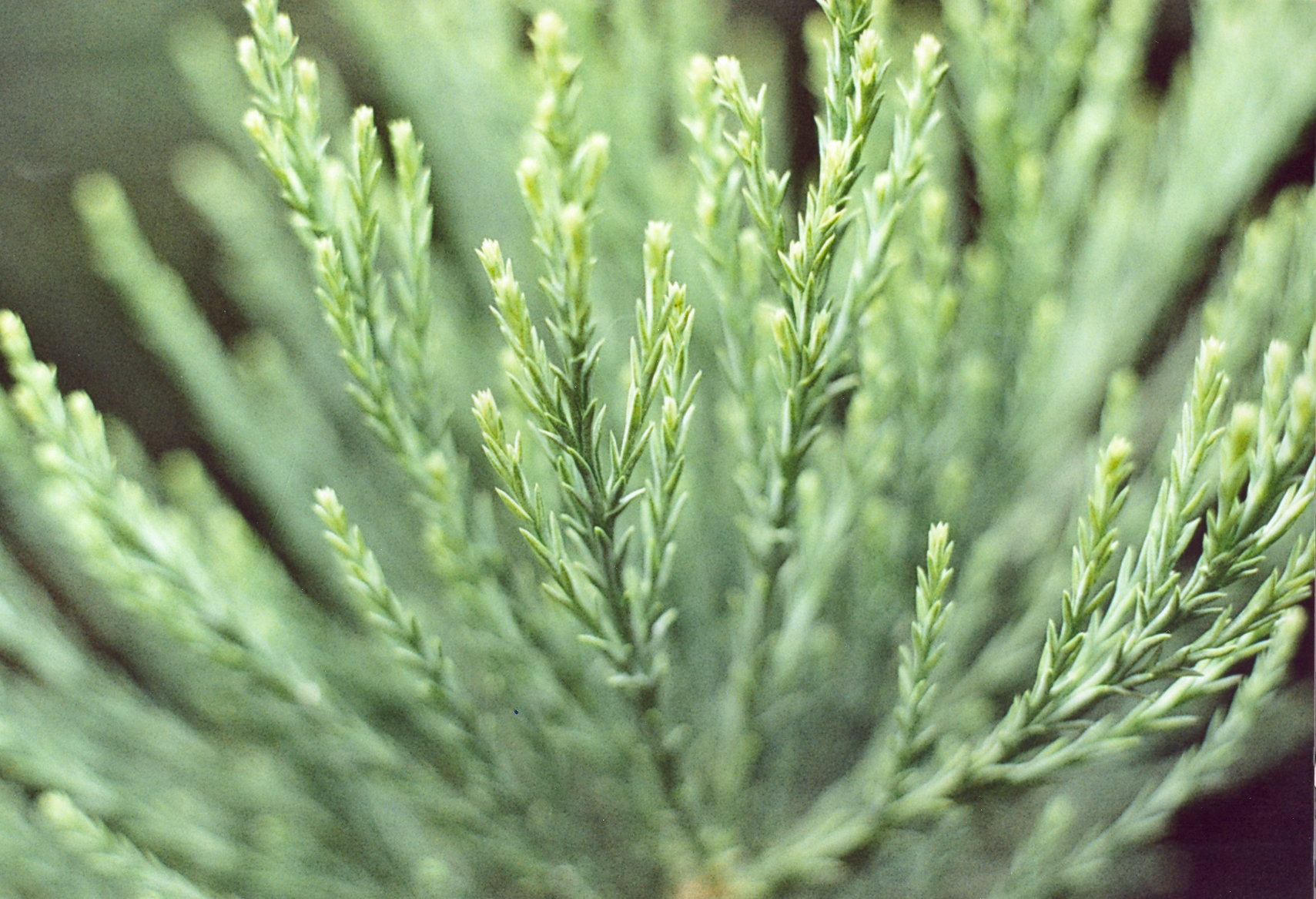
Nadeln
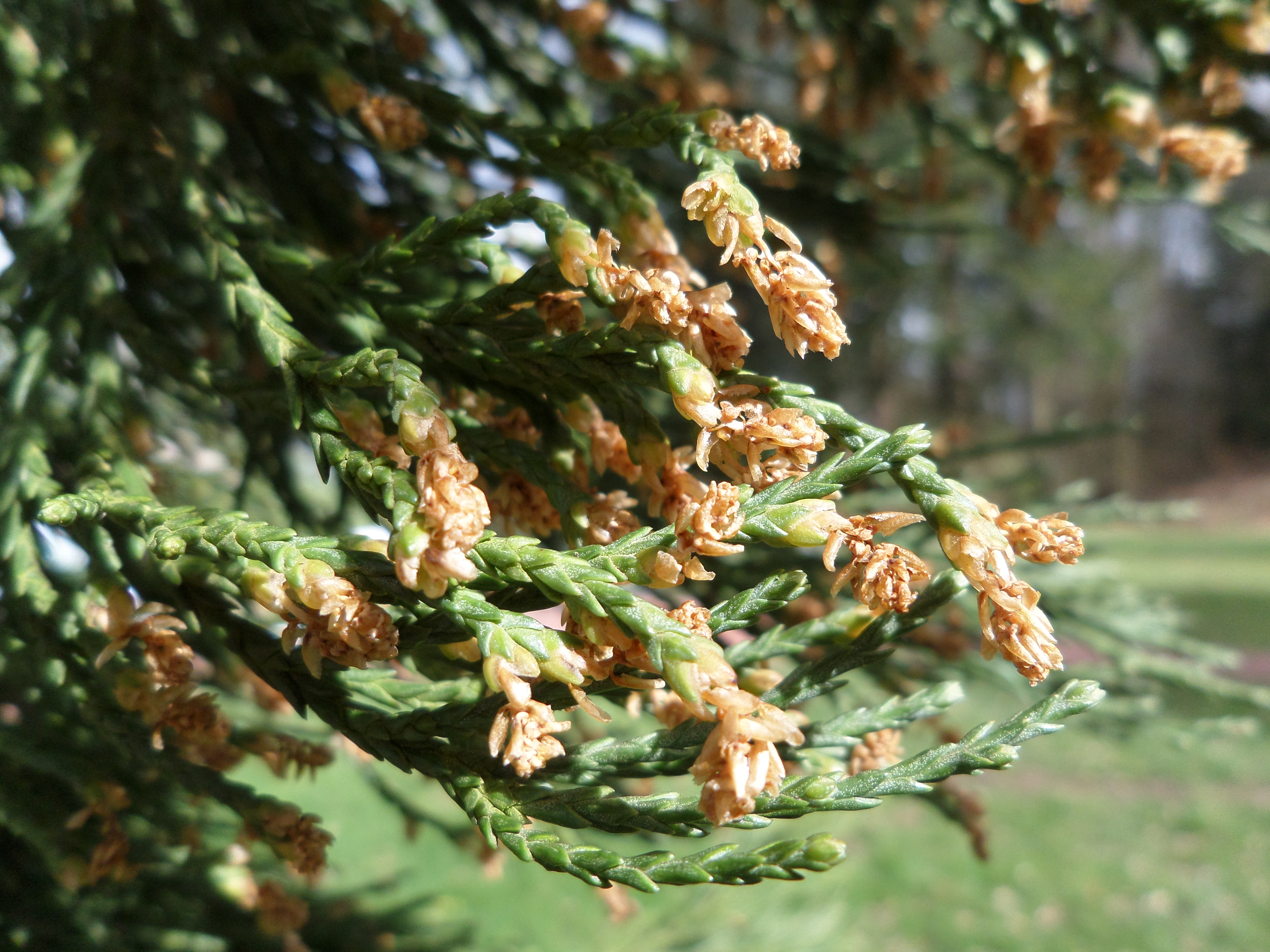
Männliche Blütenzapfen
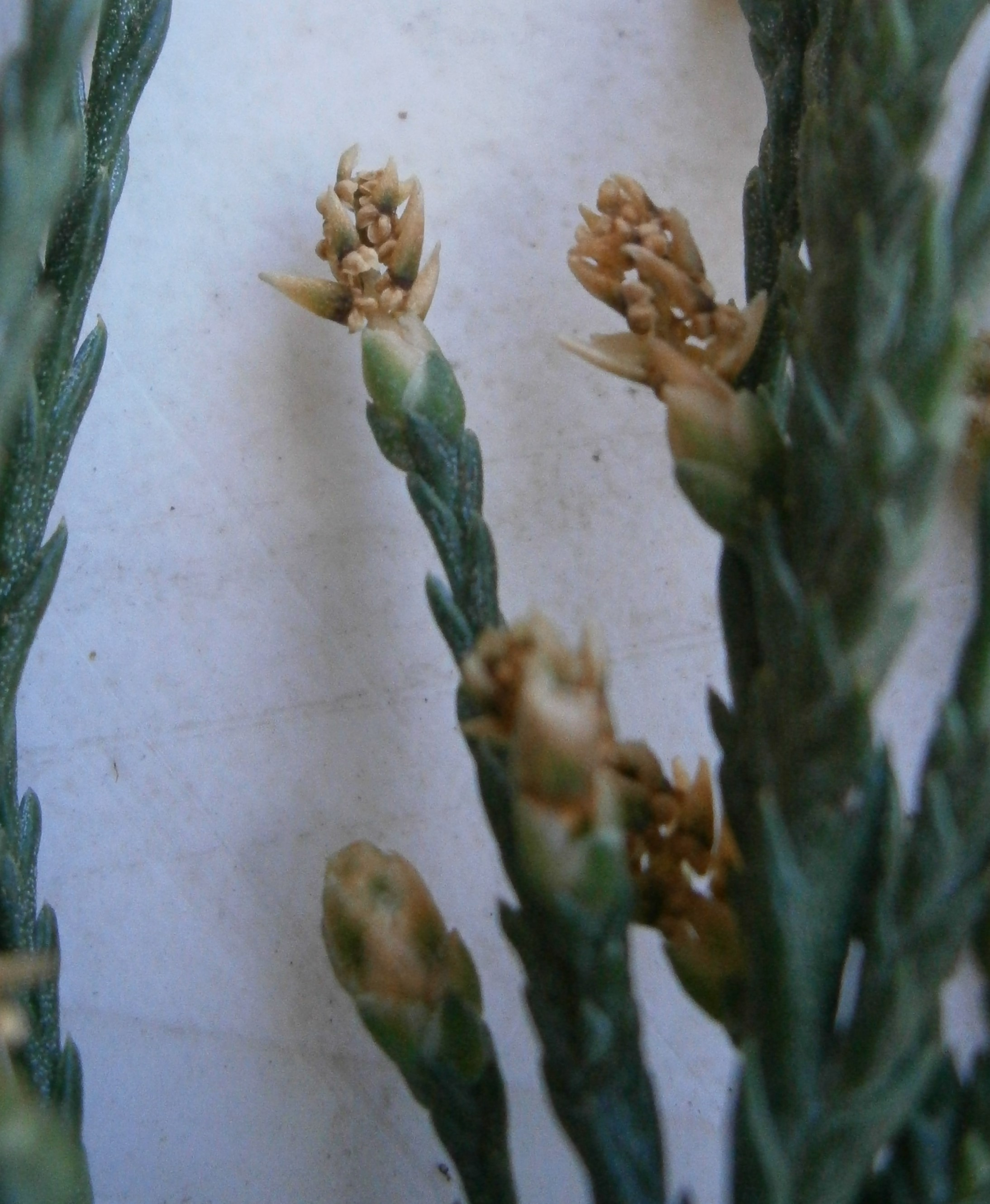
Geöffnete männliche Blütenzapfen
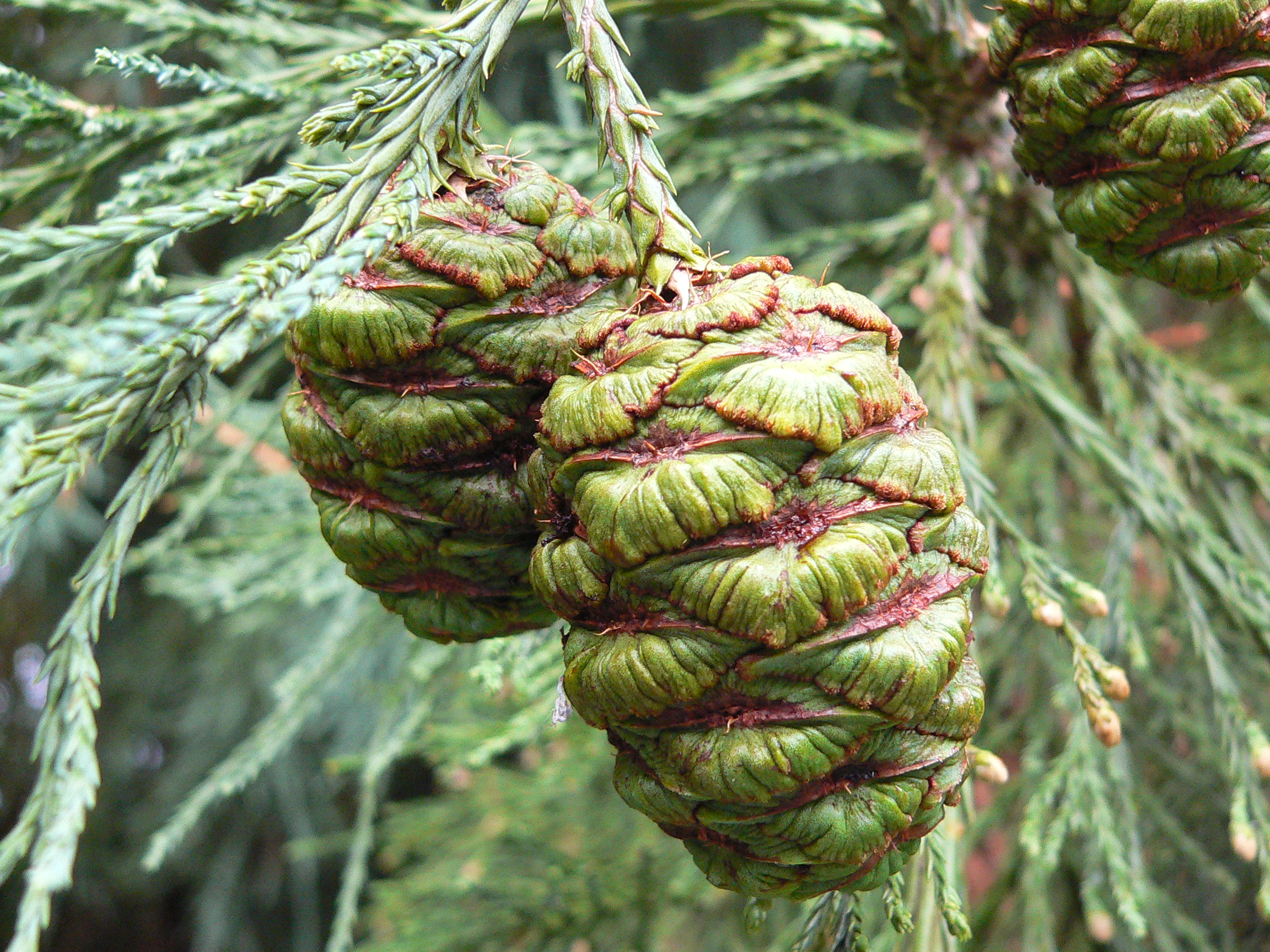
Grüne weibliche Zapfen
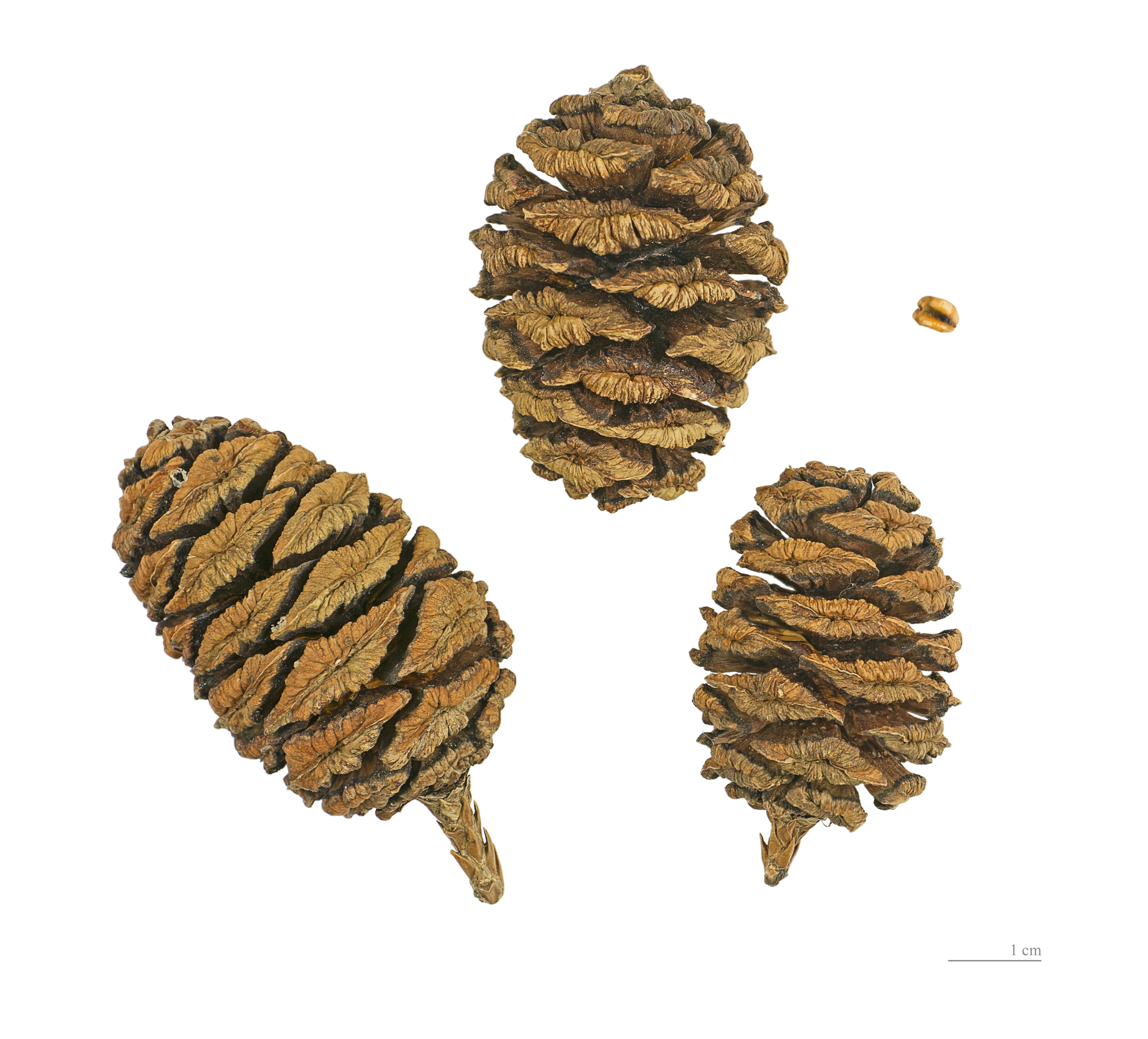
Reife Zapfen und ein Same
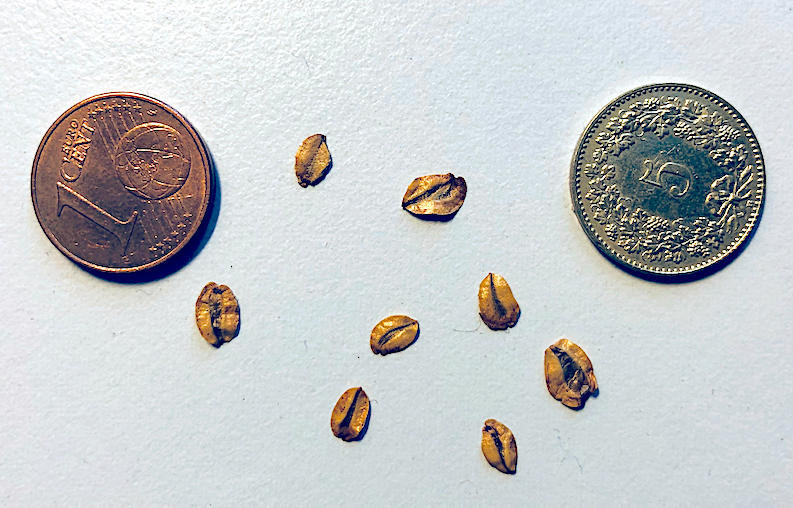
Samen des Riesenmammutbaums

### Blüten, Zapfen und Samen

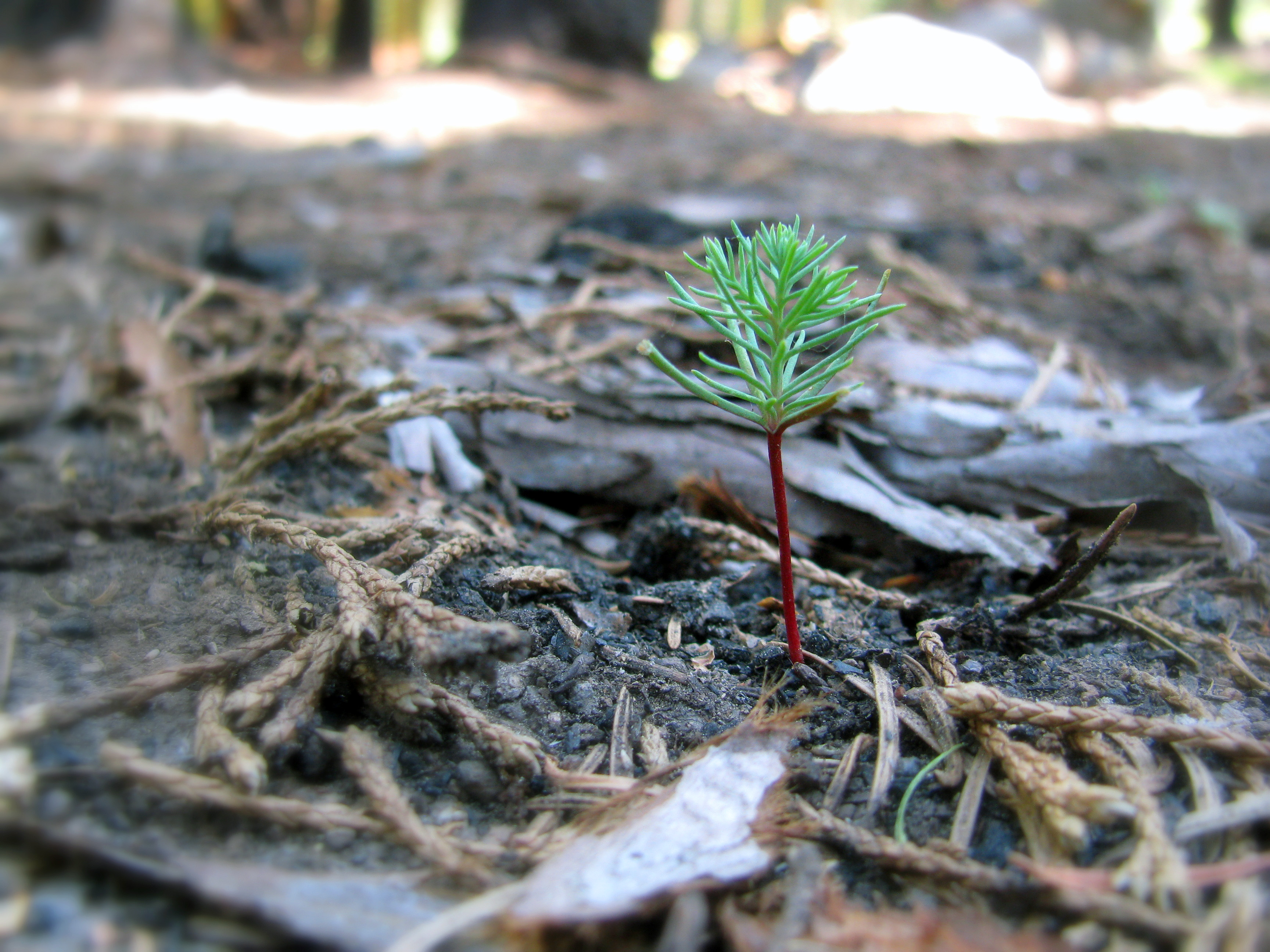
Sämling

Der Riesenmammutbaum ist einhäusig, er wird ab einem Alter von 10 (bis 15) Jahren mannbar. Die männlichen Blüten befinden sich am Ende kurzer Triebe. Die weiblichen Zapfen stehen meist einzeln, manchmal in Gruppen. Zur Blütezeit stehen sie aufrecht. Die Bestäubungstropfen, die an den Samenanlagen gebildet werden, liegen tief im Inneren des Zapfens und fangen den durch den Wind verdrifteten Pollen, wodurch sie bestäubt werden. Die Samenanlagen stehen auf den Zapfenschuppen meist in zwei Reihen. Die Samen reifen im Jahr nach der Bestäubung. Die Zapfen setzen ihr Wachstum dennoch fort, bleiben dabei längere Zeit grün und können über zwanzig Jahre ungeöffnet bleiben. Sie bestehen aus etwa 25 spiralig angeordneten Zapfenschuppen, sind stumpf eiförmig, bis 8 cm lang und enthalten durchschnittlich rund 200 Samen. Reife Zapfen hängen herab. Die Samen sind flach, etwa 3 bis 6 mm lang und haben zwei Flügel. Die Zapfen verbleiben lange am Baum und entlassen die Samen meist erst bei Austrocknung oder nach starker Hitzeeinwirkung, wie sie bei einem Waldbrand entsteht. Dabei können auch die noch grünen, im Wachstum befindlichen Zapfen ihre Samenfracht abgeben. Nach Waldbränden herrschen besonders gute Keim- und Wachstumsbedingungen: der für die Keimung wichtige Mineralboden ist freigelegt und die Lichtbedingungen sind sehr günstig, weil das Unterholz verbrannt ist.

### Chromosomenzahl
Die Chromosomenzahl beträgt 2n = 22.

### Holz und Borke

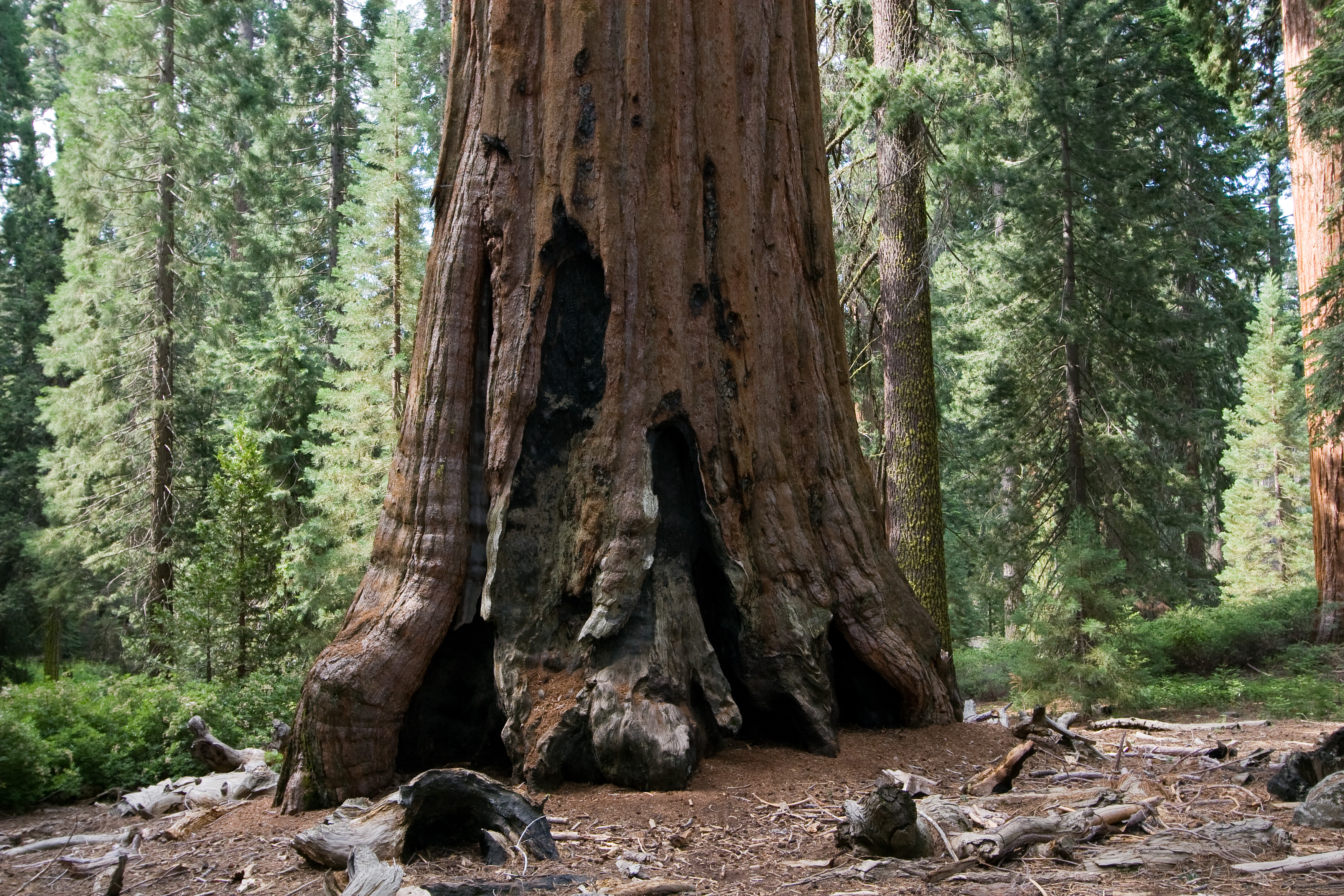
Ältere Exemplare schützt ihre dicke Borke bei einem Waldbrand

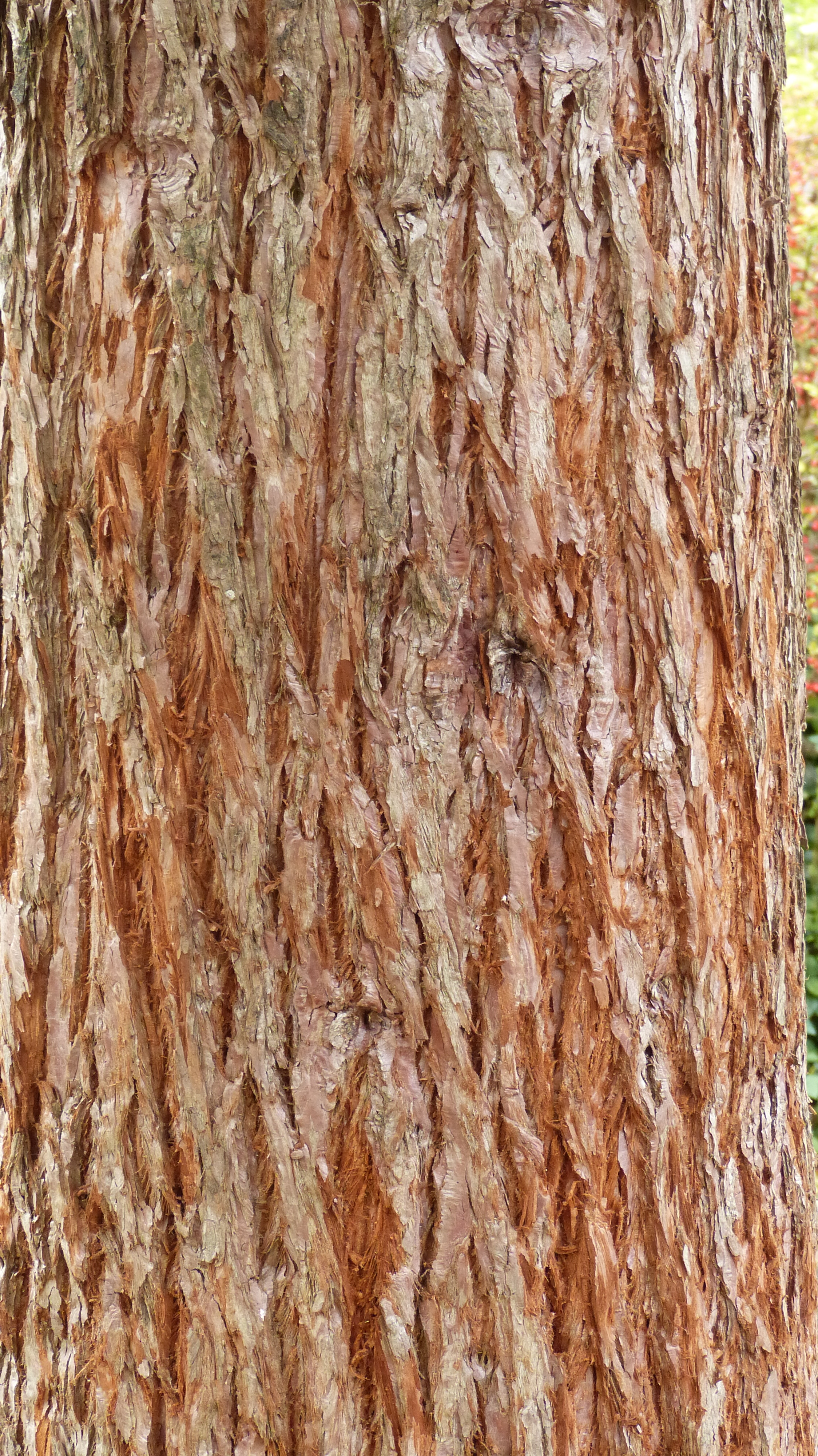
Ausschnitt der Borke

Der Riesenmammutbaum (Sequoiadendron giganteum) hat ein rotbraunes Kernholz, von dem sich das hellgelbe Splintholz deutlich absetzt. Das Holz ist weitgehend harzfrei und im Kern sehr dauerhaft. Es besitzt eine Darrdichte von etwa 0,37 g/cm³ und ist insbesondere im Bereich von Ästen recht spröde, bricht daher leicht.

Die faserig-schwammige Borke ist bei älteren Bäumen ungewöhnlich dick (etwa 30 bis 75 cm), recht weich sowie tanninhaltig und harzfrei. Sie ist orangebraun bis dunkel rotbraun und tief längsrissig. Eine spezielle Funktion der Borke ist der Schutz bei Waldbränden, wie sie im über tausendjährigen Leben mancher Exemplare des Öfteren vorkommen; der Baum ist ein Pyrophyt.

### Wurzeln
Im natürlichen Verbreitungsgebiet bilden Riesenmammutbäume ein wenig tief reichendes, flach- und weitstreichendes Wurzelwerk aus. Die Wurzeln älterer Bäume dringen zumeist nicht mehr als einen Meter in die Tiefe, breiten sich aber bis zu 30 Meter seitwärts aus und können Flächen von bis zu 0,3 Hektar durchwachsen. In Mitteleuropa wurden an jüngeren Bäumen auch bis zu 1,80 Meter tiefe Pfahlwurzeln festgestellt.

## Standortansprüche
Im natürlichen Areal herrschen humide Klimaverhältnisse mit trockenen Sommern und schneereichen Wintern. Die jährlichen Niederschläge reichen von 450 bis 1520 Millimeter. Für das Gedeihen des Riesenmammutbaumes ist es wichtig, dass in den trockenen Sommermonaten ausreichend Wasser zur Verfügung steht. Das ist mit den zahlreichen und nie versiegenden Quellen und Bächen in den Groves ausreichend gewährleistet. Riesenmammutbäume benötigen aber gut durchlüftete Böden, so dass staunasse Standorte gemieden werden. Bei Wintertemperaturen unter −20 °C und geringer Schneedecke können bei jüngeren Exemplaren Frostschäden auftreten, ältere Bäume ertragen aber auch Temperaturen von bis zu −30 °C.

## Herkunft
Fossilienfunde weisen darauf hin, dass erste Vertreter dieser Art bereits vor 15 Millionen Jahren im Westen der USA heimisch waren. Vorfahren lassen sich bis in die Kreidezeit vor 125 Millionen Jahre zurückverfolgen und waren über weite Teile der Nordhalbkugel verbreitet.
Die ursprünglich weitläufigeren Bestände im Westen der USA sind zum größeren Teil abgeholzt. Unter den gefällten Bäumen gab es Exemplare, die viel größer waren als die lebenden. Der sogenannte „Vater des Waldes“ soll sogar 135 Meter hoch gewesen sein und einen Stammdurchmesser von 12 m gehabt haben. Demnach wäre er deutlich höher als der derzeit höchste Baum, der Küstenmammutbaum Hyperion mit 115 m Höhe, gewesen.
Entdeckt wurde diese Art im Jahre 1852 von A.T. Dowd. 1853 schickten der Botaniker William Lobb und der Schotte J. Matthew größere Samenmengen nach Europa. Benannt wurde die Gattung Sequoiadendron (wie auch die anderen beiden Gattungen von Mammutbäumen) wahrscheinlich nach dem Cherokee-Indianer Sequoyah, der im frühen 19. Jahrhundert die Silbenschrift für die Sprache der Cherokee entwickelt hatte.

## Vorkommen

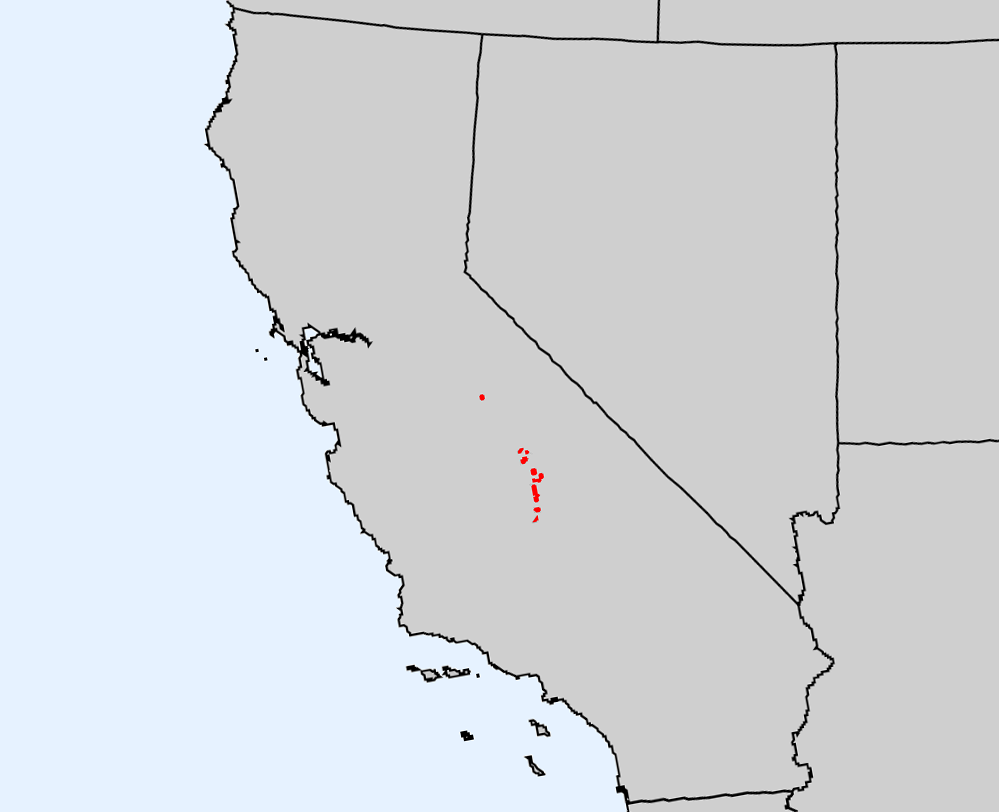
Verbreitungskarte

Die Heimat des Riesenmammutbaumes liegt an den Westhängen der Sierra Nevada in Kalifornien in Höhenlagen zwischen 1350 und 2500 Meter. Dort wächst er in Hainen, sogenannten „Groves“, in voneinander isolierten Talschluchten. Insgesamt gibt es 72 dieser Haine, die zwischen 1 und 1600 Hektar groß sind. Das Gesamtareal des Vorkommens erstreckt sich über einen 420 km langen Streifen, der höchstens 24 km breit ist, und umfasst eine Gesamtbestandesfläche von rund 14.400 Hektar. Der Riesenmammutbaum ist im natürlichen Verbreitungsgebiet eine vom Aussterben bedrohte Art. Heute sind nur noch zwei Drittel der natürlichen Bestände erhalten. Sie stehen zum größten Teil unter Schutz, so in den Nationalparks Yosemite, Sequoia und Kings Canyon sowie in National Forests.
Außerhalb seiner heutigen Heimat ist der Riesenmammutbaum inzwischen durch Pflanzung weltweit verbreitet. In West- und Mitteleuropa wird er seit Mitte des 19. Jahrhunderts als weitgehend winterharter Parkbaum angebaut.
Zu den ältesten in Deutschland stehenden Riesenmammutbäumen zählen die Einzelexemplare im Staatspark Fürstenlager und im Schlosspark Altenstein, jeweils als Element eines frühen englischen Landschaftsgartens. Im Arboretum der Insel Mainau ließ Großherzog Friedrich I. von Baden 1864 zahlreiche Exemplare pflanzen.
König Wilhelm I. von Württemberg (1816–1864) ließ kurz vor seinem Tod noch Samen nach Württemberg importieren. Es wurden in der sogenannten Wilhelma-Saat 5000–8000 Exemplare herangezogen, von denen noch 35 Exemplare im Mammut-Wäldchen im zoologischen Garten Wilhelma in Stuttgart stehen. Weitere Exemplare aus dieser Saat wurden im ganzen Südwesten Deutschlands verteilt gepflanzt. Davon waren 2014 noch mindestens 132 Exemplare erhalten.

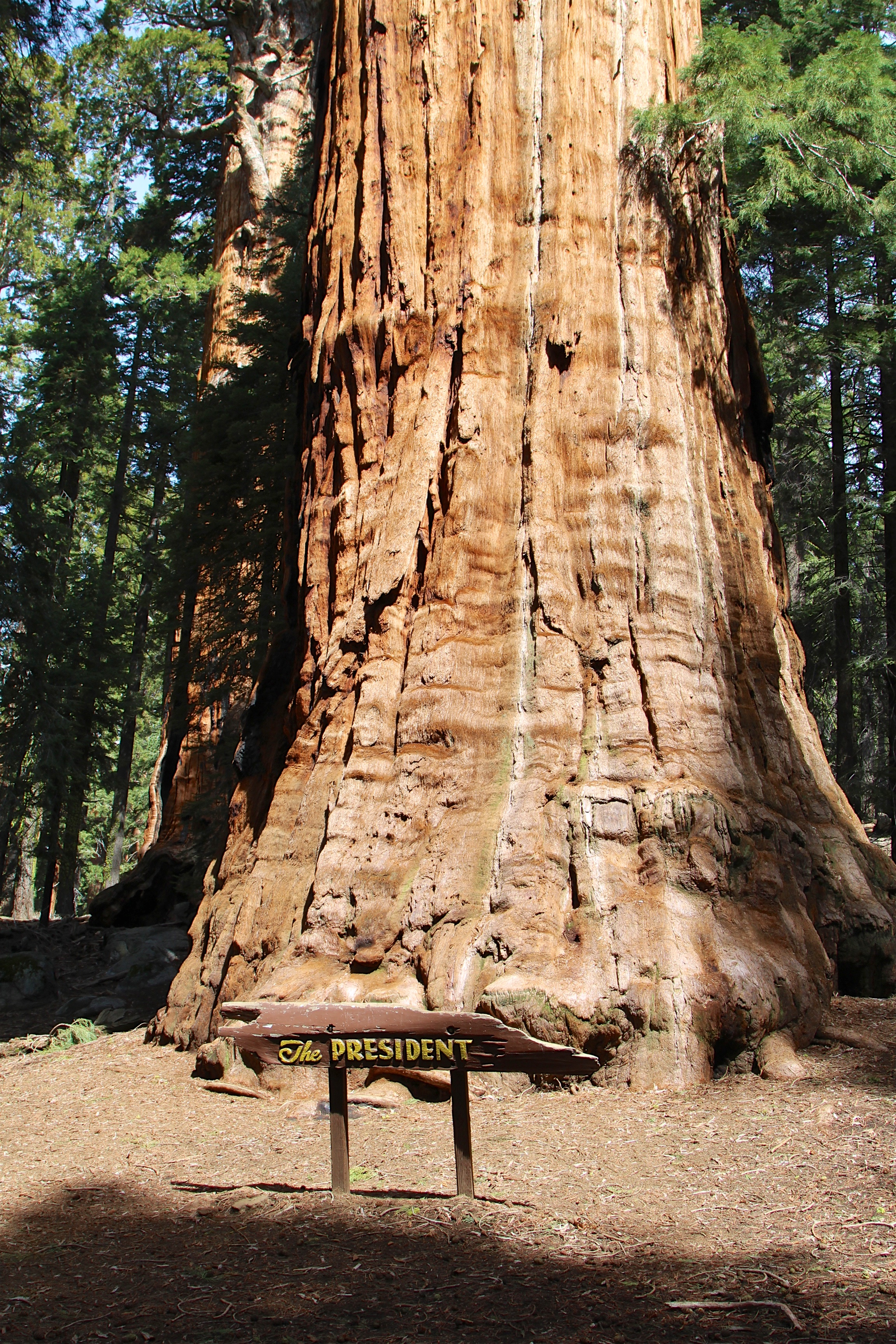
The President Tree, dessen Stamm bodennah rund 28 m Umfang hat, und dahinter mit ähnlichem Umfang der Chief Sequoyah Tree stehen im Giant Forest des Sequoia-Nationalparks unweit vom General Sherman Tree

In Frankreich und Deutschland werden forstliche Versuchsanbauten des Riesenmammutbaums durchgeführt, da sein schnelles Dickenwachstum und die im Vergleich zu alten Exemplaren gute Holzqualität junger, geasteter Bäume den Riesenmammutbaum für die kommerzielle Holzgewinnung interessant machen. So wurde ab 1952 auf Versuchsflächen in der Sequoiafarm Kaldenkirchen geforscht, ob diese Baumart in die deutsche Forstwirtschaft eingeführt werden kann. Die Gattung Sequoiadendron war vor den Eiszeiten auch in Europa heimisch.

### Alter
Mit einem Alter von etwa 3200 Jahren zählt der President genannte Baum zu den ältesten lebenden Riesenmammutbäumen in der Sierra Nevada Kaliforniens. Um die Wende zum 20. Jahrhundert wurden im Converse Basin des heutigen Giant Sequoia National Monument zwei Exemplare abgeholzt, deren Alter auf 3220 und 3266 Jahre bestimmt werden konnte.
Dort steht auch der Muir Snag – ein nach John Muir benannter Stumpf – als Stammrest eines abgestorbenen Baums, dessen Alter auf Basis einer unvollständigen Jahresringzählung sogar auf über 3500 Jahre geschätzt wird. Riesenmammutbäume werden selten lebend vom Sturm geworfen, sterben aber manchmal durch Pilzkrankheiten ab. Aufgrund ihrer Höhe werden ältere Bäume öfter von einem Blitzschlag getroffen. Auch durch Schneebruch verlieren sie Äste. Jüngere Exemplare, die noch keine schützende dicke Borke ausgebildet haben, sind durch Waldbrände stärker gefährdet.
Aus Bohrkernen lässt sich anhand der Jahresringe ein Kalender für die Dendrochronologie erstellen, der zur wissenschaftlichen Datierung hölzerner Artefakte genutzt werden kann. Die Jahrringfolgen der Sequoia-Chronologie geben daneben Hinweise auf Veränderungen klimatischer Faktoren und dienen vor allem der Abschätzung extremer Trockenheitsereignisse in der Vergangenheit. Anhand der Brandnarben lässt sich die Geschichte von Waldbränden in der Region rekonstruieren.

### Feuergefährdung
Riesenmammutbäume galten ursprünglich als hervorragend an Waldbrände angepasste Baumart. Für ihre Vermehrung sind sie als sogenannte Pyrophyten sogar auf leichte Waldbrände angewiesen, da diese die Vegetation am Boden nieder halten und Mammutbaumsamen somit gute Keimbedingungen bieten. Beginnend ab 2015 kam es in Verbindung mit ausgeprägten Dürren in Kalifornien allerdings zu einigen sehr schweren und besonders heiß brennenden Bränden, bei denen sehr viele Riesenmammutbäume vernichtet wurden. Alleine in den beiden extremen Waldbrandsaisons 2020 und 2021, in denen ebenfalls eine außergewöhnliche Dürre herrschte, verbrannten von den ursprünglich ca. 75.000 Exemplaren annähernd Zehntausend Bäume, evtl. deutlich mehr. Geschätzt wird, dass 2020 zwischen 7.500 und 10.400 Riesenmammutbäume durch Feuer vernichtet wurden, während es 2021 noch einmal zwischen 2.261 und 3.637 waren. Damit könnte in zwei Jahren fast ein Fünftel aller Riesenmammutbäume verloren gegangen sein.

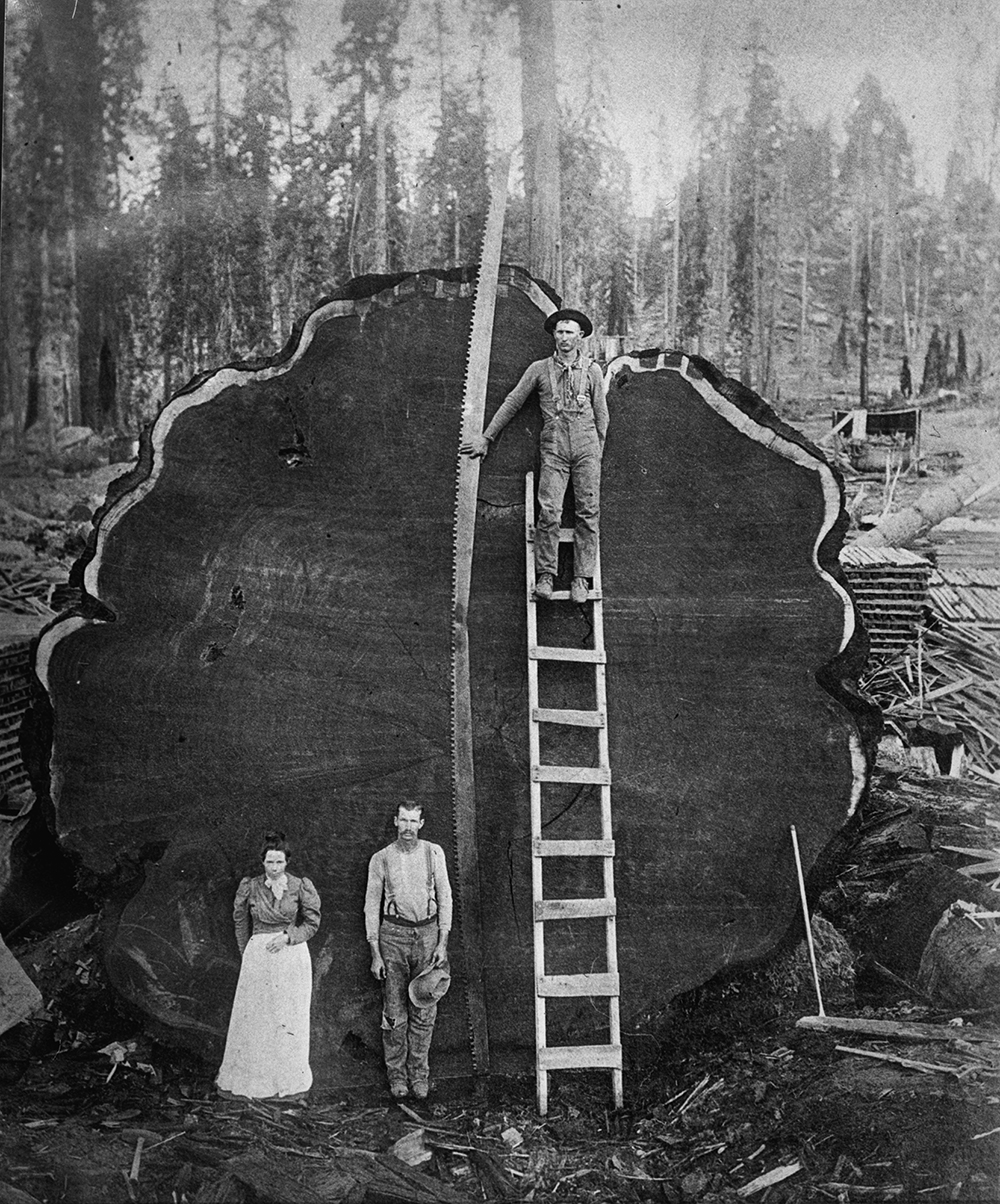
Gefällter Riesenmammutbaum (Sequoia-Nationalpark um 1910)
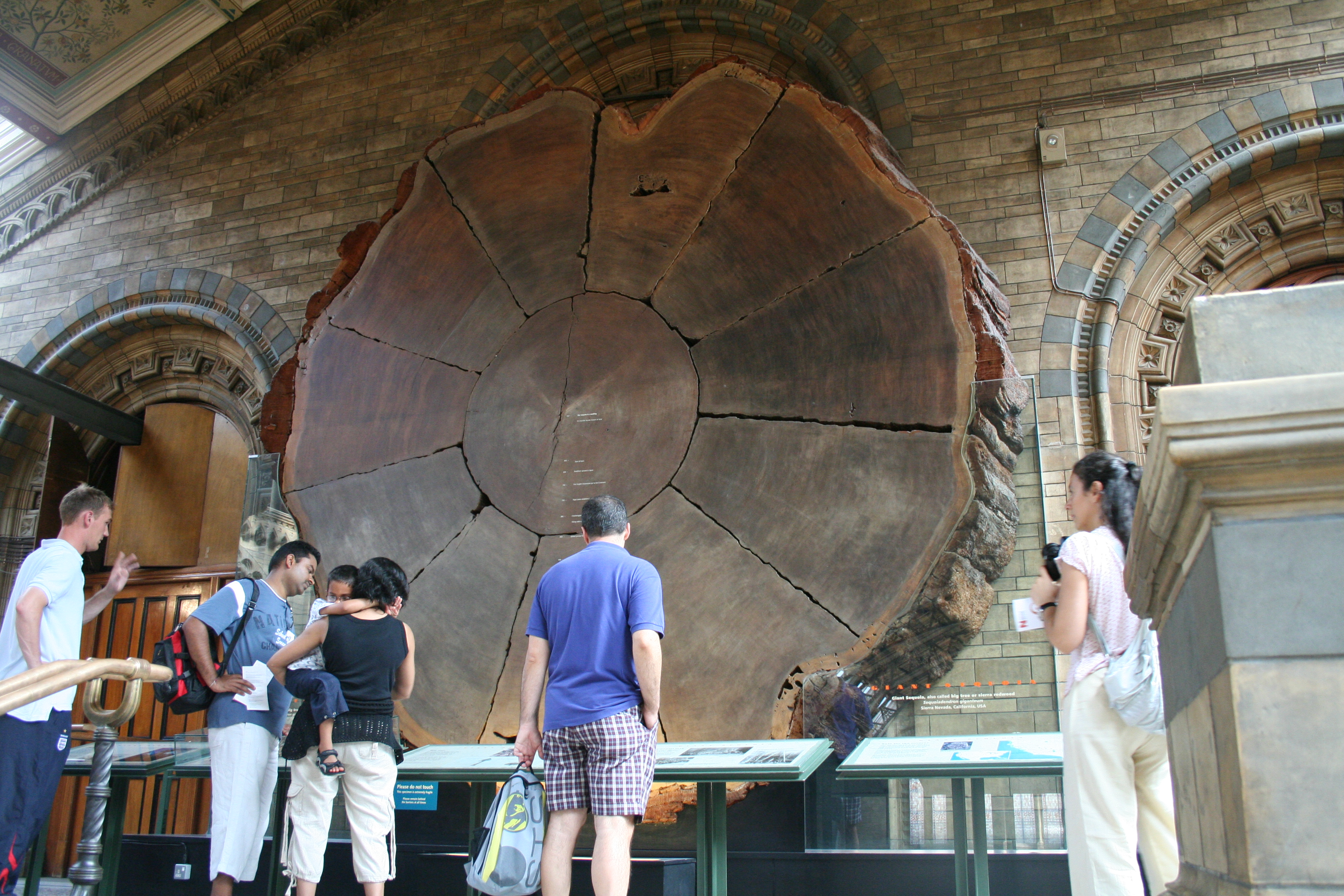
Stammscheibe eines 1892 gefällten 1300-jährigen Riesenmammutbaums (Natural History Museum)
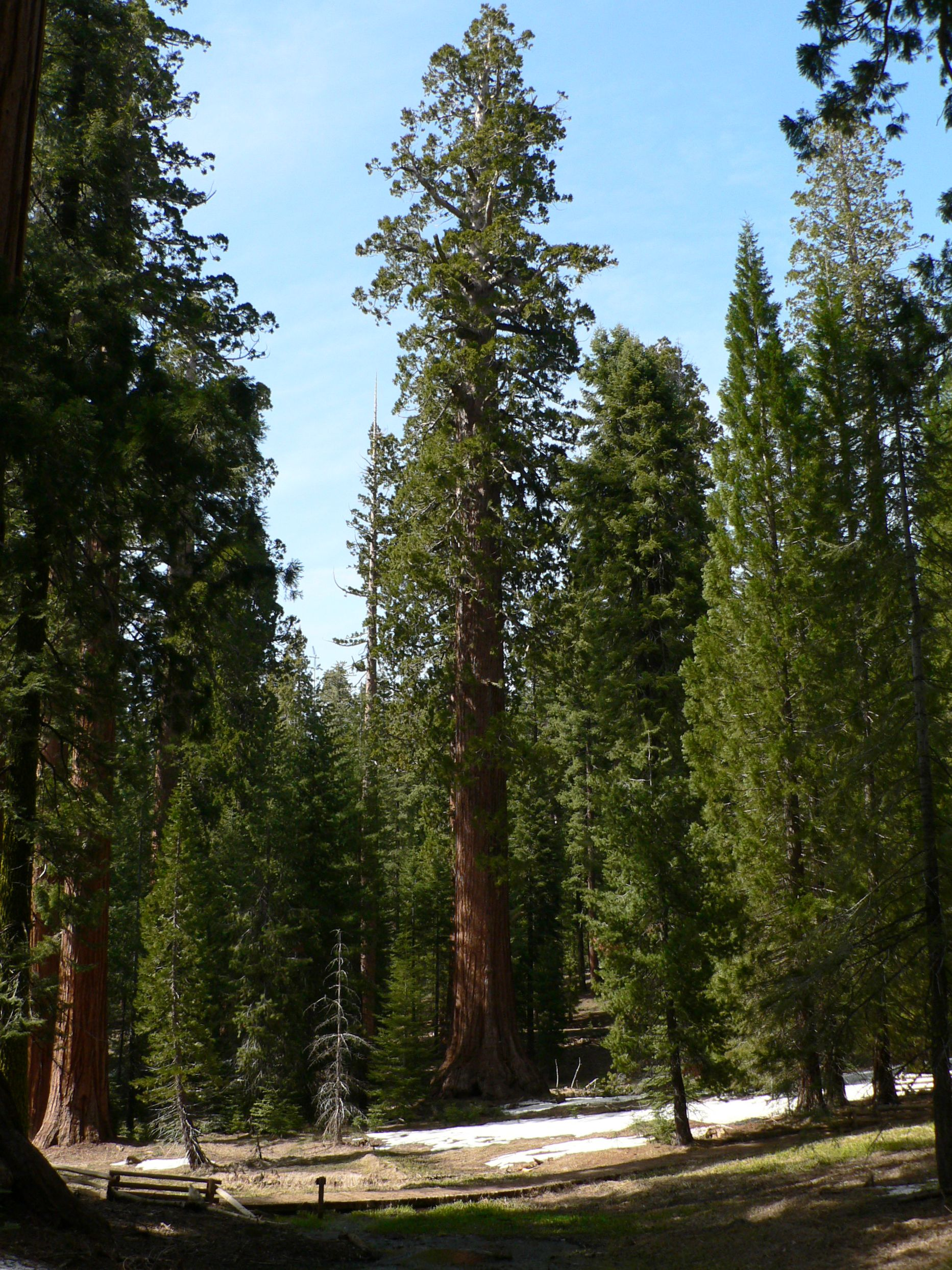
Riesenmammutbäume im Yosemite-Nationalpark
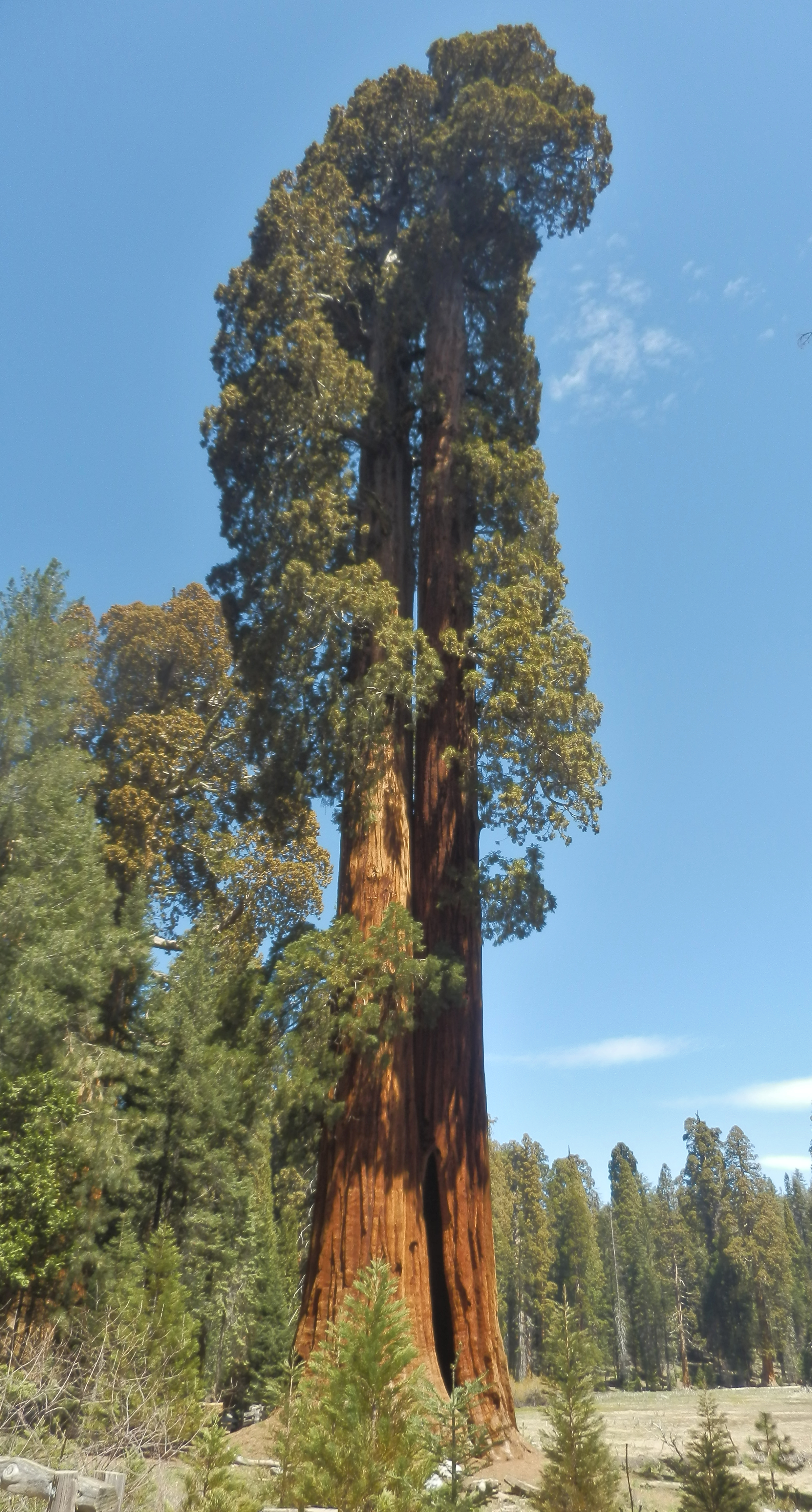
Riesenmammutbäume im Sequoia-Nationalpark
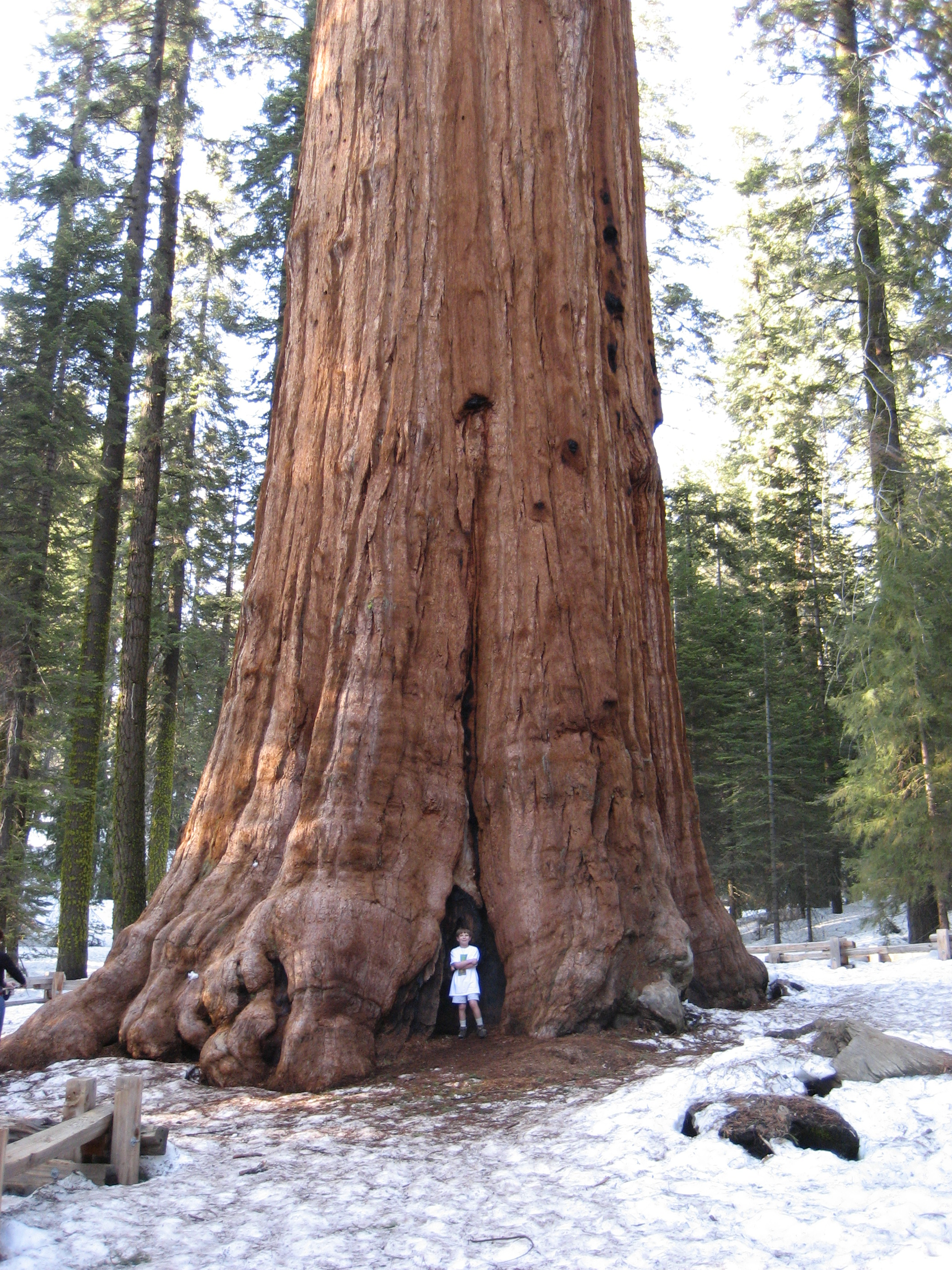
Größter lebender Riesenmammutbaum General Sherman Tree
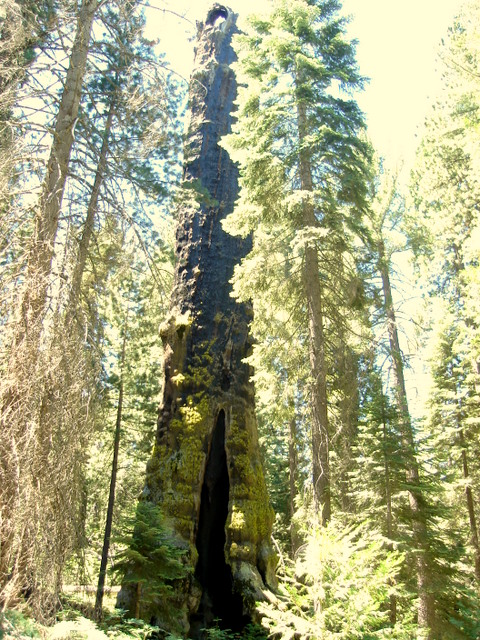
Der Muir Snag im Converse Basin soll über 3500 Jahre alt sein

## Größte Vertreter
Der größte lebende Riesenmammutbaum, der General Sherman Tree, steht im Giant Forest im Sequoia-Nationalpark, ist 83,8 Meter (274,9 ft) hoch und besitzt nach neueren Messungen ein Stammvolumen von 1486,9 m³ (52.508 cft). Der höchste Riesenmammutbaum ist ein unbenanntes Exemplar im Redwood Mountain Grove im Kings-Canyon-Nationalpark mit einer Höhe von 95 Meter.
Dem Stammvolumen nach sind die 10 größten Vertreter der Art Sequioadendron giganteum:
| Name            | Standort       | Höhe in Meter (in Fuß) | Umfang in Meter (in Fuß) | Volumen in Kubikmeter (in Kubikfuß) |
| --------------- | -------------- | ---------------------- | ------------------------ | ----------------------------------- |
| General Sherman | Giant Forest   | 83,8 m (274,9 ft)      | 31,3 m (102,6 ft)        | 1486,9 m³ (52.508 cft)              |
| General Grant   | Grant Grove    | 81,7 m (268,1 ft)      | 32,8 m (107,5 ft)        | 1319,8 m³ (46.608 cft)              |
| President       | Giant Forest   | 73,4 m (240,9 ft)      | 28,3 m (93,0 ft)         | 1278,4 m³ (45.148 cft)              |
| Lincoln         | Giant Forest   | 78,0 m (255,8 ft)      | 30,0 m (98,3 ft)         | 1259,3 m³ (44.471 cft)              |
| Stagg           | Alder Creek    | 74,1 m (243,0 ft)      | 33,2 m (109,0 ft)        | 1205,1 m³ (42.557 cft)              |
| Boole           | Converse Basin | 81,9 m (268,8 ft)      | 34,4 m (113,0 ft)        | 1202,7 m³ (42.472 cft)              |
| Genesis         | Mountain Home  | 77,1 m (253,0 ft)      | 26,0 m (85,3 ft)         | 1186,4 m³ (41.897 cft)              |
| Franklin        | Giant Forest   | 68,2 m (223,8 ft)      | 28,9 m (94,8 ft)         | 1168,9 m³ (41.280 cft)              |
| King Arthur     | Garfield Grove | 82,4 m (270,3 ft)      | 31,8 m (104,2 ft)        | 1151,2 m³ (40.656 cft)              |
| Monroe          | Giant Forest   | 75,5 m (247,8 ft)      | 27,8 m (91,3 ft)         | 1135,6 m³ (40.104 cft)              |

## Taxonomie
Diese Art wurde 1853 unter dem Namen (Basionym) Wellingtonia gigantea durch John Lindley  in The Gardeners' Chronicle & Agricultural Gazette, Band 10, S. 823 erstbeschrieben. Der Gattungsname Wellingtonia war allerdings ein jüngeres Homonym, da der Botaniker Carl Meissner bereits 1840 für eine andere Art, Wellingtonia arnottiana (heute Meliosma arnottiana (Wight) Walp.) eine Gattung Wellingtonia aufgestellt hatte. Der Gattungsname Americus, aufgestellt 1854 durch den amerikanischen Unternehmer und Ingenieur William H. Hanford, wurde von den Botanikern zurückgewiesen, da Hanford kein Botaniker war (als nomen utique rejiciendum). Die Einordnung in die Gattung Sequoia, als Sequoia gigantea, scheiterte daran, dass der österreichische Botaniker Stephan Ladislaus Endlicher 1847 unter diesem Namen den Küstenmammutbaum (Sequoia sempervirens) irrtümlich ein zweites Mal beschrieben hatte. Auch der Gattungsname Washingtonia, eingeführt 1845 durch den Botaniker Charles F. Winslow, scheiterte daran, dass die Gattung Washingtonia durch die ICBN für eine Gattung der Palmen festgeschrieben (konserviert) worden war. (vgl. Washingtonia) John Theodore Buchholz stellte 1939 in American Journal of Botany dann für diese Art die Gattung Sequoiadendron auf. Weitere Synonyme für Sequoiadendron giganteum (Lindl.) J. Buchholz sind: Americus gigantea (Lindl.) Hanford 1854, Sequoia gigantea (Lindl.) Decne. 1854, Taxodium washingtonianum Winslow 1855, Washingtonia californica Winslow 1854, Sequoia wellingtonia Seem. 1855, Taxodium giganteum (Lindl.) Kellog & Behr 1855, Washingtonia americana Hort. A. ex Gord. 1862, Gigantabies wellingtonia (Seem.) J.Nelson 1866, Sequoia washingtoniana Sudw. 1897, Steinhauera gigantea (Lindl.) Kuntze ex Voss 1909.

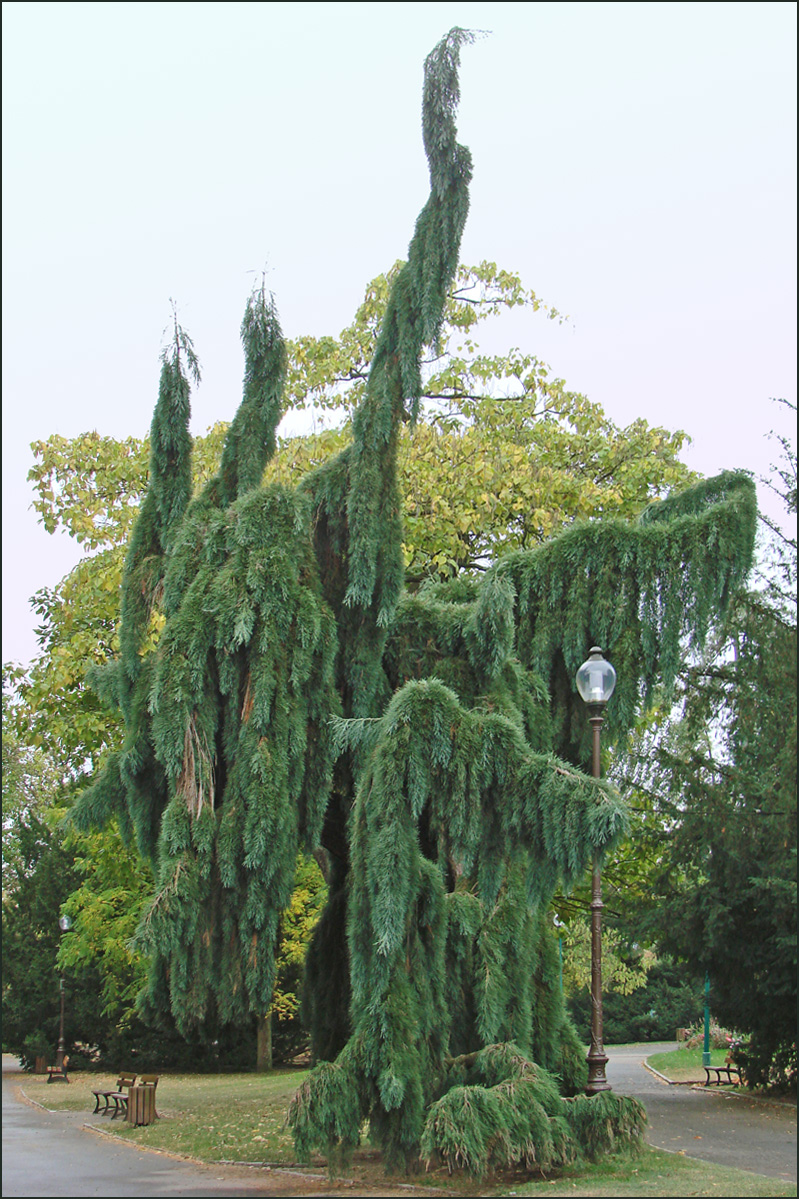
Riesenmammutbaum 'Pendulum' in Nancy

## Zuchtformen
- 'Aureum': Diese seltene Form ist 1856 in Cork entstanden. Sie wächst langsamer als der Typ und wird kaum 20 Meter hoch. Die Triebspitzen sind stumpf gelb.
- 'Glauca':  bläuliche Selektion, die etwas schwächer und weniger breit wächst.
- 'Pendulum': Diese Form ist offenbar seit 1863 bekannt und wurde von Nantes (Frankreich) aus in Europa eingeführt. Sie wächst sehr schmal säulenförmig, wobei der Haupttrieb häufig ein Stück übergebogen ist und dann wieder aufsteigend weiterwächst. Sie wird bis 28 Meter hoch und ist relativ selten.